# Richard Tempelman
Richard Tempelman (25 december 1985) is een Nederlands korfballer. Hij speelt voor DOS'46 uit Nijeveen.

## Clubs
- Juventa
- DOS'46